# Nipponasellus hubrichti
Nipponasellus hubrichti là một loài chân đều trong họ Asellidae. Loài này được Matsumoto miêu tả khoa học năm 1956.